# Radosavska
Radosavska är ett samhälle i Bosnien och Hercegovina.   Det ligger i entiteten Republika Srpska, i den nordvästra delen av landet, 160 km nordväst om huvudstaden Sarajevo. Radosavska ligger 214 meter över havet och antalet invånare är 276.
Terrängen runt Radosavska är platt åt nordväst, men åt sydost är den kuperad. Närmaste större samhälle är Piskavica, 2,7 km nordost om Radosavska.
Omgivningarna runt Radosavska är en mosaik av jordbruksmark och naturlig växtlighet. Runt Radosavska är det ganska tätbefolkat, med 67 invånare per kvadratkilometer.